# Mon année de repos et de détente
 (mai 2023).
La mise en forme du texte ne suit pas les recommandations de Wikipédia : il faut le « wikifier ».
Les points d'amélioration suivants sont les cas les plus fréquents. Le détail des points à revoir est peut-être précisé sur la page de discussion.
- Les titres sont pré-formatés par le logiciel. Ils ne sont ni en capitales, ni en gras.
- Le texte ne doit pas être écrit en capitales (les noms de famille non plus), ni en gras, ni en italique, ni en « petit »…
- Le gras n'est utilisé que pour surligner le titre de l'article dans l'introduction, une seule fois.
- L'italique est rarement utilisé : mots en langue étrangère, titres d'œuvres, noms de bateaux, etc.
- Les citations ne sont pas en italique mais en corps de texte normal. Elles sont entourées par des guillemets français : « et ».
- Les listes à puces sont à éviter, des paragraphes rédigés étant largement préférés. Les tableaux sont à réserver à la présentation de données structurées (résultats, etc.).
- Les appels de note de bas de page (petits chiffres en exposant, introduits par l'outil «  Source ») sont à placer entre la fin de phrase et le point final[comme ça].
- Les liens internes (vers d'autres articles de Wikipédia) sont à choisir avec parcimonie. Créez des liens vers des articles approfondissant le sujet. Les termes génériques sans rapport avec le sujet sont à éviter, ainsi que les répétitions de liens vers un même terme.
- Les liens externes sont à placer uniquement dans une section « Liens externes », à la fin de l'article. Ces liens sont à choisir avec parcimonie suivant les règles définies. Si un lien sert de source à l'article, son insertion dans le texte est à faire par les notes de bas de page.
- La présentation des références doit suivre les conventions bibliographiques. Il est recommandé d'utiliser les modèles {{Ouvrage}}, {{Chapitre}}, {{Article}}, {{Lien web}} et/ou {{Bibliographie}}. Le mode d'édition visuel peut mettre en forme automatiquement les références.
- Insérer une infobox (cadre d'informations à droite) n'est pas obligatoire pour parachever la mise en page.

Pour une aide détaillée, merci de consulter Aide:Wikification.
Si vous pensez que ces points ont été résolus, vous pouvez retirer ce bandeau et améliorer la mise en forme d'un autre article.
 (mai 2023).
Mon année de repos et de détente (My year of rest and relaxation) est un roman de fiction psychologique écrit par l'autrice américaine Ottessa Moshfegh. L'intrigue se déroule à New York entre 2000 et 2001 et suit une protagoniste anonyme qui augmente progressivement sa consommation de médicaments grâce à une psychiatre douteuse dans le but de dormir pendant une année entière.

## Contexte et publication
Mon année de repos et de détente est le deuxième roman d'Otessa Moshfegh, faisant suite à Eileen (2015), lauréat du Prix Booker, ainsi qu'a McGlue (2014) et à un recueil de nouvelles nommé Homesick for Another World (2017). S’il était initialement prévu que Mon année de repos et de détente soit principalement axé sur les attaques terroristes du 11 septembre 2001, l'autrice allant même jusqu'à contacter l'expert en terrorisme Paul Bremer, le projet a ensuite pris une autre tournure.
Mon année de repos et de détente a été publié pour la première fois aux États-Unis le 10 juillet 2018 par Penguin Press.

## Résumé
Mon année de repos et de détente suit le discours intérieur d'une jeune New-Yorkaise riche, belle et récemment diplômée de l'Université de Colombia qui décide de mettre sa vie en pause en s'assommant de somnifères dans le but d'hiberner pendant toute une année. Bien que le roman soit entièrement écrit à la première personne, la narratrice reste anonyme.
Devenue orpheline de père et de mère durant ses études d'histoire de l'art, l'héroïne anonyme de Mon année de repos et de détente réside dans le cossu Upper East Side, où elle se morfond dans un ennui profond depuis l'obtention de son diplôme. Lorsque la narratrice est licenciée de son travail de vendeuse dans une galerie d'art, elle choisit de vivre des allocations de chômage et de son héritage tout en essayant de dormir pendant un an dans le but de réinitialiser sa vie. Mais son "année de repos et de détente" est régulièrement interrompue par les visites fréquentes et inopinées de sa colocataire d'université Reva, qui lui envie sans vergogne sa richesse son apparence. Ces interruptions sont acceptées par le personnage principal malgré un dédain certain pour l'ascension sociale de son amie et son agacement prononcé de devoir écouter les problèmes de Reva, dont la mère est atteinte d'un cancer en phase terminale et qui mène une affaire frustrante avec son patron marié. La narratrice est également occasionnellement en contact avec un petit ami plus âgé, Trevor (un banquier qui travaille au World Trade Center), bien qu'il coupe fréquemment les ponts pour sortir avec des femmes de son âge.
La narratrice ne s'aventure hors de son appartement que pour de courtes visites à la bodega locale, au bureau du Dr Tuttle ou au Rite Aid  pour récupérer ses ordonnances. Mais alors qu'elle prend des médicaments de plus en plus forts, elle commence à quitter l'appartement pendant son sommeil, entre autres pour aller dans les boîtes de nuit, dont elle ne garde aucun souvenir autre que des photographies Polaroid et des paillettes qu'elle découvre lorsqu'elle se réveille de son black-out de plusieurs jours. Le soir du nouvel an 2000, elle se réveille  dans un train en direction des funérailles de la mère de Reva. Convaincue que ces activités qui n'ont aucun intérêt pour la narratrice dans ses heures conscientes perturbent ses efforts de repos, elle décide alors qu'elle doit dormir enfermée dans son appartement. Elle contacte Ping Xi, un artiste qui fréquente la galerie où elle travaillait, qui accepte de lui apporter de la nourriture et d'autres produits de première nécessité pendant quatre mois en échange de son autorisation d'utiliser son hibernation pour un projet artistique pendant qu'elle est inconsciente. Sa seule exigence est que toute trace de lui soit disparue lorsqu'elle se réveille tous les trois jours pour manger et se laver. Pour se préparer, elle vide son appartement, donnant ses vêtements de créateurs à Reva, qui vient d'être larguée par son patron. Il ignore qu'elle est enceinte et lui propose une promotion qui la transférerait au World Trade Center. Reva annonce envisager de se faire avorter et la narratrice se rendort jusqu'au 1er juin.
Au cours de l'été 2001, l'héroïne se réadapte lentement à la vie, passant des heures à s'asseoir dans un parc et à réaménager son appartement autrefois décoré avec des meubles dépareillés et usagés de Goodwill. Comme elle l'espérait au début de son entreprise, sa vision du monde a été transformée par son repos : son mépris pour Reva s'est enfin évaporé et, pour la première fois, elle se rend compte de la profonde affection qu'elle éprouve pour son amie, bien que Reva soit depuis devenue distante. Elle tente de la contacter le jour de son anniversaire en août, mais Reva refuse l'appel. Par la suite, elles n'ont plus de contact. Le 11 septembre, Trevor est à la Barbade en lune de miel lorsque Reva meurt dans l'attaque terroriste contre le World Trade Center. En apprenant la nouvelle, la narratrice sort acheter un nouveau magnétoscope pour enregistrer le journal télévisé. Elle regarde ensuite régulièrement la vidéo, en particulier des images d'une femme sautant hors de la tour qu'elle croit être Reva.

## Réception
Le roman a reçu des critiques très positives sur le site agrégateur de critiques littéraires Bookmarks,. Dans Slate, Laura Miller fait l'éloge du roman en ces termes : «Moshfegh excelle ici à mettre en place un personnage et une situation immédiatement intrigants, puis à amplifier la bizarrerie au point qu'une rupture semble inévitable.» Publishers Weekly trouve également le livre "captivant et inquiétant, présentant le mélange caractéristique de provocation et d'humour noir de Moshfegh». Plusieurs critiques, dont Miller et Publishers Weekly, estiment que «le roman traîne un peu au milieu», bien que la fin ait été largement saluée, Miller ajoute que l'autrice Otessa Moshfegh «a trouvé un moyen plus satisfaisant de résoudre l'intrigue» dans Mon année de repos et de détente que dans son premier roman, Eileen.
Dans sa critique du roman dans The New Yorker, Jia Tolentino écrit : «Ottessa Moshfegh est de loin l'écrivain américain contemporain le plus intéressant sur le sujet d'être en vie alors qu'être en vie est terrible» Dans le New York Times, Dwight Garner conclu que «Moshfegh écrit avec tellement d'aplomb misanthropique, cependant, qu'elle est toujours un plaisir profond à lire. Elle a un œil sans sommeil et dispense des observations comme si elle sortait d'une pipette toxique.»
Le roman a été présenté comme «Le meilleur roman existentialiste qui n'ait pas été écrit par un auteur français.» par Kirkus Reviews.
Pour les éditions Fayard, «Les tribulations assoupies de cette Oblomov de la génération Y forment un récit hilarant qui est aussi une charge au vitriol contre les travers de notre époque.»

## Adaptations
En 2018, l'actrice Margot Robbie achète les droits du livre avec sa société de production LuckyChap Entertainment dans le but d'en faire une adaptation cinématographique.
Une adaptation théâtrale en langue allemande de My Year of Rest and Relaxation, Mein Jahr der Ruhe und Entspannung, a été créée en 2020 à Zurich, en Suisse, sous la mise en scène de Yana Ross.